# Buste de Simón Bolívar (Houston)
Une sculpture extérieure en bronze de Simón Bolívar, réalisée en 1977 par C. Talacca, est installée dans les jardins du centenaire McGovern de Hermann Park à Houston au Texas, aux États-Unis d'Amérique. Le buste est installé en décembre 1978,.

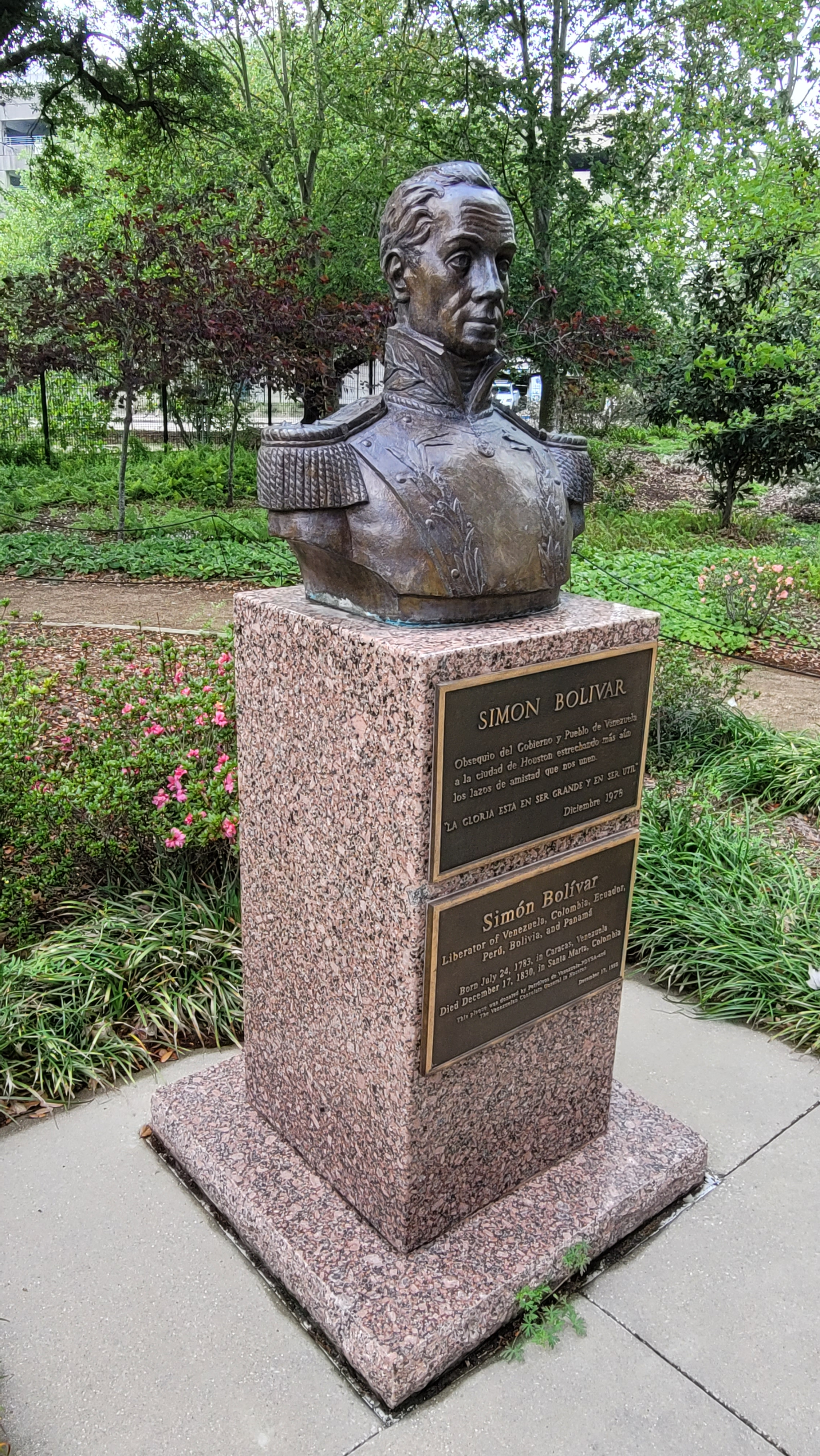
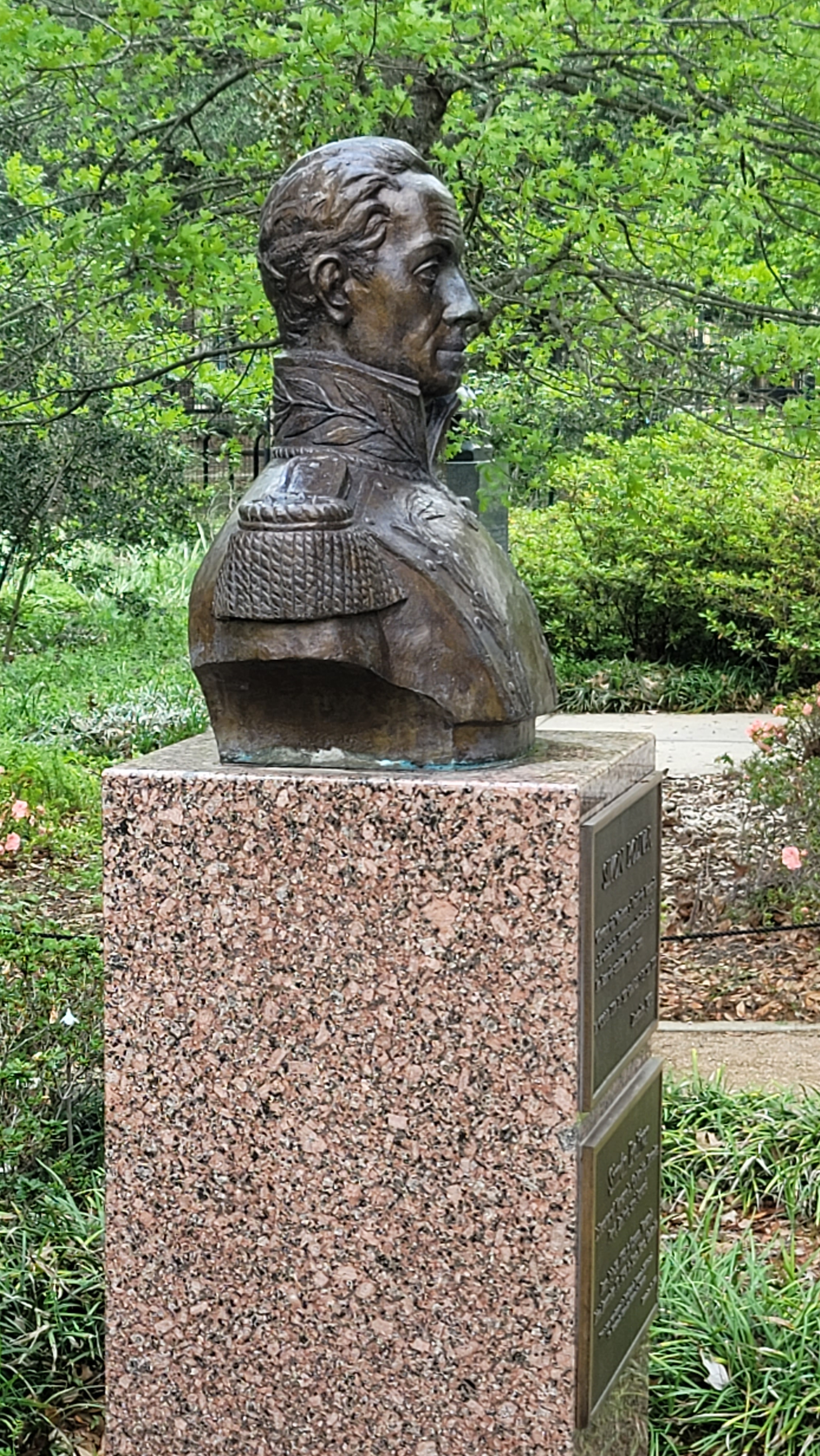

## Voir également
- 1977 en arts plastiques

- Simón Bolívar